# Inkovski imperij
Inkovski imperij (kečuansko Tawantinsuyu, dob. 'Štiri regije') je nastalo v srcu andskih Kordiljer, s središčem v današnjem Peruju. Tamkajšnji prebivalci Inki so ga imenovali Tahuantinsuyu in so ga sestavljali 4 deli: Chinchaysuyu, Cuntisuyu (po reformiranem kečua Quntisuyu), Antisuyu in Collasuyu (po ajmarskem plemenu Colla, nazadnje reformirano v Qullasuyu). Samo središče države, Qusqu (danes špan. Cusco), je bilo razdeljeno na Urin Qusqu (Spodnji Cusco) in Hanan Qusqu (Zgornji Cusco).
Inki niso poznali pisave in železa, so pa bili izvrstni strokovnjaki v upravljanju s svojo državo in vladanjem nad premaganci. Sredstvo sporazumevanja so bile vrvice z vozli, poznani kot quipu (kipu), za katere dešifriranje so bili usposobljeni samo quipucamayoc (kipukamajuk). Govorili so kečuanski jezik.

## Ime
Inka izhaja iz njihovega imperija Tawantinsuyu, »štirih suyo«. V kečuanščini tawa pomeni 'štiri', -ntin je pripona poimenovanja skupine, tako da tawantin pomeni kvartet, skupino štirih stvari. Imperij je bil razdeljen na štiri suyus (»regije« ali »province«), katerih vogali so se združili v Cuscu (Qosqo). Štiri suyos so bili: Chinchay Suyo (sever), Anti Suyo (vzhod - Amazonsko višavje), Colla Suyo (jug) in Conti Suyo (zahod). Ime Tawantinsuyu je torej opisni izraz, ki označuje združitev provinc. Špansko prečrkovanje imena kot Tahuatinsuyo ali Tahuatinsuyu se pogosto uporablja še danes.
Izraz Inka v kečuanščini pomeni »vladar« ali »gospod« in je bil uporabljen za sklicevanje na vladajoči razred ali vladajoče družine v imperiju. Španščina je prevzela izraz kot etnični izraz, ki se nanaša za vse subjekte imperija in ne le zgolj na vladajoči razred. Kot tako se ime Imperio inca (»Inkovski imperij«) nanaša na ves narod in ozemlje, ki so ga zavzeli.

## Zgodovina

### Izvor
Obstajajo različne legende o izvoru Inkov, kot tudi bolj strokovne razlage, od katerih sta verjetni dve.
Po eni, ki jo zagovarja J. H. Rowe, naj bi Inki izvirali iz regije ob jezeru Titikaka in se razširili v dolino Cusco. Njihova kultura naj bi bila povezana s kulturo Huari (Wari) in Tiavanaku (Tihuanaco). Med leti 600 in 1000 je območje okoli jezera namreč zasedalo kraljestvo Huari, o njihovem propadu pa ni podatkov. Kulturi sta si bili zelo podobni (lončenina, cestno omrežje, skladišča, arhitekturni slog). To tezo zagovarja tudi Peter Findell Klaren.
Drugi trdijo, da so bili Inki le eno od plemen v dolini Cusco.

### Kraljestvo Cusco
Inca ljudstvo so bili okoli 12. stoletja pastirsko pleme na območju Cusca. Pod vodstvom Manco Capaca, so ustanovili majhno mestno državo Kraljevino Cusco (kečua Qusqu, Qosqo). Leta 1438 so začeli daljnosežno širitev pod poveljstvom Sapa Inke (Edini Inka - najpomembnejša voditelja) Pachacuti-Kusí Yupanqui, čigar ime dobesedno pomenilo »sol zemlje«. Ime Pachacutec (Človek, ki spreminja svet) je dobil, ko je podjarmil pleme Chancas (sodobni Apurímac). Med njegovo vladavino in vladavino njegovega sina Tupac Yupanquija so prišla pod nadzor Inkov območja Andov (približno današnji Peru in Ekvador).

### Reorganizacija in oblikovanje
Pachacutec je reorganiziral kraljestvo Cusco v Tahuantinsuyu, ki je bilo sestavljeno iz centralne vlade z Inkom kot vladarjem in štirih pokrajinskih vlad z močnimi voditelji: Chinchasuyu (SZ), Antisuyu (SV), Kuntisuyu (JZ) in Qullasuyu (JV). Za Pachacuteca tudi mislijo, da je zgradil Machu Picchu, bodisi kot družinski dom ali kot poletno rezidenco.
Pachacutec je poslal oglednike po regijah v svojem kraljestvu; ti so mu prinesli poročila o politični organizaciji, vojaški moči in bogastvu. On je nato poslal voditeljem teh dežel sporočila o koristi pridružitve njegovemu imperiju in jim ponujal luksuzna darila, kot je tekstil visoke kakovosti z obeti, da bi morali biti bistveno bogatejši, če bi bili pod vladarji Inkov.
Večina je sprejela nadvlado Inkov kot izvršeno dejstvo in pristala mirno. Otroci vladarjev so se nato v Cuscu naučili inkovskih upravnih sistemov, nato pa se vrnili v svoje rodne dežele. To je omogočilo Inkom indoktrinacijo otrok nekdanjega vladarja v inkovsko plemstvo in z malo sreče, poročili svoje hčere v družine na različne konce imperija.

### Širitev in konsolidacija
Vojsko je tradicionalno vodil Inkovski sin; Pachacutecov sin Tupac Yupanqui je začel zavojevanje na severu leta 1463 in ga nadaljeval kot Inka po Pachacutecovi smrti leta 1471.  Njegovo najpomembnejše osvajanje je bila kraljevina Chimor, Inkova edina resna tekmica za obalo Peruja. Tupac Yupanqui je imperij raztegnil na sever v današnji Ekvador in del Kolumbije.
Tupaca Yupanquija sin Huayna Capac je dodal majhen del ozemlja na severu v današnjem Ekvadorju in v delih Peruja. Na svojem vrhuncu je Inkovski imperij vključeval Peru in Bolivijo, večino tega, kar je zdaj Ekvador, velik del tega, kar je danes Čile severno od reke Maule v osrednjem Čilu. Napredovanje na jug je bilo ustavljeno po bitki pri Maule, kjer so se srečali z odločnim odporom ljudstva Mapuče. Imperij se je razširil v Amazonijo v bližini reke Chinchipe in potisnil nazaj ljudstvo Shuar leta 1527. Imperij se je razširil tudi v dele Argentine in Kolumbije. Večina južnega dela inkovskega imperija, del imenovan kot Qullasuyu, je imel sedež na Altiplanu.
Inkovski imperij je bil združenje jezikov, kultur in narodov. Sestavni deli imperija niso bili vsi enakomerno zvesti, niti niso bile vse lokalne kulture popolnoma integrirane. Kot celota je imel gospodarstvo, ki je temeljilo na izmenjavi in obdavčitvi luksuznih dobrin in delovne sile.

### Državljanska vojna in španska zasedba
Španski osvajalci pod vodstvom Francisca Pizarra in njegovih bratov so raziskovali južno od tega, kar je danes Panama in dosegli inkovsko ozemlje leta 1526. Jasno je bilo, da so dosegli bogato ozemlje z obeti velikega zaklada in organizirali še eno ekspedicijo leta 1529. Pizarro je odpotoval v Španijo in prejel kraljevo odobritev osvojiti regijo in postati njegov namestnik. Ko so se vrnil v Peru leta 1532, je potekala vojna med dvema bratoma, sinovoma Huayna Capaca, Huáscarjem in Atahualpo in nemiri na novo osvojenih ozemljih in morda še pomembneje, črna kuga, ki se je razširila iz Srednje Amerike, so precej oslabile imperij. Pizarro ni imel mogočne vojske; s samo 168 moškimi, 1 topom in 27 konji je pogosto uporabil pogovore s potencialnimi nasprotniki, ki bi ga lahko zlahka uničili.
Španski jezdeci, v celoti oklopljeni, so imeli veliko tehnološko premoč nad silami Inkov. Španci so razvili enega izmed najboljših vojaških strojev v pred-modernem svetu, taktike so se naučili v večstoletnem boju proti mavrskim kraljestvom na Iberskem polotoku. Skupaj s to taktično in materialno premočjo, so Španci pridobili tudi deset tisoč avtohtonih zaveznikov, ki so zahtevali, da končajo nadzor Inkov na njihovih ozemljih.
Njihov prvi posel je bila bitka Puná v bližini današnjega Guayaquila v Ekvadorju, na pacifiški obali. Pizarro je nato julija 1532 ustanovil mesto Piura. Hernando de Soto je bil poslan raziskati notranjost in se vrnil s povabilom, da obišče Inko Atahualpa, ki je premagal svojega brata v državljanski vojni in je počival na Cajamarci s svojo vojsko 80.000 vojakov.
Pizarro in nekaj njegovih ljudi, predvsem menih z imenom Vincente de Valverde, se je udeležil srečanja z Inkom, ki je prišel le z majhnim spremstvom. S pomočjo tolmača patra Vincenteja so prebrali "Requerimiento", ki je zahteval, da on in njegov imperij sprejmejo oblast kralja Karla I. Španskega in sprejmejo krščanstvo. Zaradi jezikovnih ovir in morda slabe razlage, je Atahualpa postal nekoliko zmeden z opisom patra in krščanske vere in je dejal, da v celoti ne razumejo namere odposlanca. Ko Atahualpa poskuša z nadaljnjo preiskavo nauka krščanske vere, ki ji je odposlanec Pizarro služil, so Španci postali nestrpni, napadli inkovsko spremstvo in zajeli Atahualpo kot talca.
Atahualpa je ponudil Špancem dovolj zlata, da so napolnili prostor v katerem je bil zaprt in dvakrat toliko srebra. Inka je izpolnil to odkupnino, vendar ga je Pizarro prevaral in ga ni hotel izpustiti. V tem času je bil brat Huáscar drugje umorjen. Španci so trdili, da je bilo to po naročilu Atahualpe. To je bilo uporabljeno kot ena od obtožb proti Atahualpi, ko so Španci končno odločili in ga v avgustu 1533 usmrtili.

### Zadnji Inki
Španci so namestili Atahualpovega brata Manko Yupanquija na oblast; nekaj časa je Manko sodeloval s Španci, medtem ko so se ti borili, da bi zatrli upor na severu. Medtem je Pizarrov  sodelavec, Diego de Almagro, poskušal uveljaviti Cusco zase. Manko je poskušal uporabiti ta znotraj španski rodbinski spor v svojo korist in leta 1536 ponovno zavzel Cusco, vendar so ga Španci kasneje znova zavzeli. Inka Manko Yupanqui se je nato umaknil v gore Vilcabamba v današnjem Peruju, kjer so on in njegovi nasledniki vladali še 36 let, včasih v soglasju s Španci ali napeljevali upore proti njim. Leta 1572 je bil zadnji Inka in zadnji vladar, Tupac Amaru, Mankov sin, ujet in usmrčen. Tako se je končal odpor proti španski osvojitvi Inkovske države.
Po padcu Inkovskega imperija so začeli številne vidike inkovske kulture sistematično uničevati, vključno z njihovim prefinjenim sistemom kmetovanja. Španski kolonialni uradniki so uporabljali inkovski mita corvée sistem dela za kolonialne cilje, včasih brutalno. En član vsake družine je bil prisiljen delati v rudnikih zlata in srebra, med katerimi je bil tudi mogočen rudnik srebra v Potosiju. Ko je družinski član umrl, kar se je običajno zgodilo v letu ali dveh, je morala družina poslati zamenjavo.
Učinki črne kuge na inkovski imperij so bile še bolj uničujoče. Začele so se v Kolumbiji in se hitro širile, preden so španski zavojevalci prvič prišli v imperij. Širjenje je bilo verjetno posledica učinkovitega inkovskega cestnega sistema. V nekaj letih so koze pomorile med 60% in 94% prebivalstva Inkov, skupaj z drugimi evropskimi boleznimi. Črna kuga je bila le prva epidemija , tifus (verjetno) leta 1546, gripa in koze skupaj leta 1558, koze spet leta 1589, davica leta 1614, ošpice v 1618. Vse so opustošile ostanke inkovskega kulture.

## Družba

### Populacija
Obstaja nekaj razprav o številu ljudi, ki so naseljevali Tawantinsuyu na vrhuncu, z ocenami od več kot 4 milijone ljudi, do več kot 37 milijonov. Razlog za te različne ocene je, da kljub dejstvu, da so Inki ohranili odlične zapise popisov z uporabo kipujev, je znanje o tem, kako jih brati, izgubljeno in skoraj vse izmed njih so uničili Španci v okviru svojih osvajanj.

### Jezik
Ker Inki niso poznali pisnega jezika je bila glavna oblika komuniciranja kipu (quipu), keramika in pogovorni jezik kečua, uradni jezik v Inkovskem imperiju. Množico civilizacij v andski regiji so si Inki morali pokoriti, da bi ohranili nadzor nad imperijem. Jezik kečua so govorili v andski regiji, predvsem osrednjem Peruju. Pred širitvijo inkovske civilizacije so več let prilagajali vrsto kečua iz Kraljevine Cusco (zgodnja oblika "južnega kečua" prvotno imenovan Qhapaq Runasimi = 'velik jezik ljudi'), kar nekateri zgodovinarji opredeljujejo kot Cusco narečje.
Jezik, ki so ga uvedli Inki je dodatno zatiral prvotne regionalne oblike ali narečja. Raznolikost kečua jezika zato še danes ostaja kot neposredna posledica Inkov. Civilizacije v imperiju, ki so prej govorile kečua so ohranile svojo obliko, ki se je razlikovala od kečua, ki so ga širili Inki.
Čeprav je večina družb znotraj imperija uporabljala kečua v vsakodnevnem življenju, so Inki dovoljevali več družbam, da ohranjajo svoje stare jezike, kot je ajmarščina, ki še vedno ostaja pogovorjeni jezik v sodobni Boliviji, kjer je to primarni avtohtoni jezik in v različnih regijah Južne Amerike, ki obkrožajo Bolivijo. Jezikovno telo inkovskega imperija je bilo torej v veliki meri raznoliko, a še vedno velja za precejšen dosežek Inkov, da so kljub španski okupaciji zadržali nadaljnjo uporabo kečua jezika.

### Pisava
Inkovska pisava se je imenovala kipu - vozel. Običajno je bil iz barvnih bombažnih vrvi z vozli, verjetno številčnimi vrednostmi. Kipuja še niso razvozlali, obstaja pa več teorij o tem kaj naj bi vseboval. Ena govori o tem, da naj bi kipu ne vseboval le števil ampak da je v njem zapisan tudi govor. O tem ni nobenih zapiskov.
Danes vemo, da se je kipu uporabljal za beleženje taks, naštevanje predmetov pri nakupu ali prodaji in druge osnovne številske informacije. Glavni uporabniki naj bi bili inkovski nadzorniki in administracija. Khipucamayocs so bili računovodje Inkovskega imperija.

### Religija
Inkovske mite so kot ustno izročilo zabeležili zgodnjih španski kolonisti. Nekateri strokovnjaki menijo, da so bili lahko tudi posneti po kipujih, andskem vozlanem zapisu.
Inki so verjeli v reinkarnacijo. Smrt je prehod na naslednji svet, ki je bil poln težav. Duh smrti, camaquen bi moral slediti dolgo temno cesto in med potovanjem zahteval pomoč črnega psa, ki je bil sposoben videti v temi. Večina Inkov je mislila, da je drugi svet zelo podobna evro-ameriški pojmom nebesa, s cvetjem pokrita področja in zasneženimi gorami. Zato je bilo pomembno, da so Inki zagotovili, da niso umrli zaradi ognja ali da telo pokojnika ni bilo sežgano. Tisti, ki je ubogal inkovski moralni nauk ama suwa, ama llulla, ama quella (ne kradi, ne laži, ne bodi len) - je »šel živeti v Sončevo toplino, medtem ko so drugi vse večne dni ostali v hladni zemlji«. Inki so izvajali tudi lobanjske deformacije , kar so dosegli z ovijanjem oprijete krpe in jermenov okrog glave novorojenčkov, da bi spremenili obliko njihovih mehkih lobanj v bolj stožčasto obliko. Te lobanjske deformacija so bile izvedene za razlikovanje družbenih razredov skupnosti; samo plemstvo je imelo lobanjske deformacije.
Inki so darovali človeške žrtve. Kar 4.000 uslužbencev, sodnih uradnikov, ljubic in priležnic je bilo, na primer ubitih ob smrti Inke Huayna Kapaka leta 1527 . Inki so med ali po pomembnih dogodkih žrtvovali tudi otroke, kot ob smrti Sapa Inka ali v času lakote. Te žrtve so znane kot capacocha.
Inki so v čast svojim bogovom zgradili veliko templjev. Najbolj znan tempelj je tempelj sonca v Cuzcu. Drugi zelo znani templji so: tempelj Vilcashuaman, Aconcagua in tempelj sonca v otoku Titikaka.

#### Božanstva
- Viracocha (tudi Pachacamac) – stvarnik vseh živih stvari
- Apu Illapu – bog dežja, k njemu so molili, ko so potrebovali dež
- Ayar Cachi – vročekrven bog, povzročal je potrese
- Illapa – boginja strele in groma (tudi Yakumama boginja vode)
- Inti – bog sonca in patron svetega mesta Cusca (dom sonca)
- Kuychi – bog mavrice, povezan s plodnostjo
- Mama Kilya – žena Intija, imenovana mati luna
- Mama Ocllo – boginja modrosti, ženske je učila šivati obleke in graditi hiše
- Manko Cápac – znan po svojem pogumu in postal na zemlji prvi kralj Inkov, učil ljudi, kako rastejo rastline, izdelal orožje, delal v skupnosti, delil vire in častil bogove
- Pachamama – boginja zemlje in žena Virakoče, ljudem je darovala liste koke in pivo in molila za boljše pridelke
- Qochamama – boginja morja (mati morje)
- Sachamama – pomeni mati drevo, boginja v obliki kače z dvema glavama
- Yakumama – pomeni mati voda, zastopa jo kača, ko je prišla na zemljo in se spremenila v velike reke (tudi Illapa)
- Supay - bog smrti
- Urcaguary - bog draguljev in kamnin
- Ekkoke - bog zdravja in bogastva
- Apo - bog gora

### Gospodarstvo
Za gospodarstvo inkovskega imperija je bila značilna visoka stopnja centralnega planiranja. Medtem ko so odkrili dokaze o trgovini med inkovskim imperijem in drugimi regijami, ni nobenih dokazov, kakšno je bilo gospodarstvo znotraj imperija. Medtem ko so ob severni obali uporabljali kovance, je verjetno prvincialni mindaláe razred  (večina prebivalcev imperija) živel v tradicionalnem gospodarstvu, v katerem je bil glava gospodinjstva moški, ki je plačeval davke, tako v naravi (npr. poljščine, tekstil, itd) in v obliki mit'a corvée - dela in vojaške obveznosti  though barter (or trueque) was also present in some areas., čeprav je bila prisotna na nekaterih področjih tudi blagovna menjava (ali trueque). V zameno je država zagotavljala varnost, hrano v težkih časih z dobavo nujnih virov , kmetijske projekte (npr. vodovod in terase) za povečanje produktivnosti in občasne praznike. Ekonomija je slonela na materialnih temeljih vertical arhipelago, sistem ekološkega dopolnjevanja pri dostopu do virov in kulturne temelje ayni ali vzajemne izmenjave.

## Vlada

### Vladarji
Vladarji prve dinastije kraljestva Cusco so bili po vrsti: Manco Capac (-1105), Sinchi Roca(1105-1140), Lloque Yupanqui, Mayta Capac in Capac Yupanqui. O teh vladarjih ne vemo veliko.
Vladarji druge dinastije kraljestva Cuzco so bili: Inca Roca, Yahuar Huacac, Viracocha in Pachacutec.
Prvi vladar v Inkovskem imperiju je bil Pachacutec (1438-1471), sledili so Tupac Yupanqui (1471-1493), Huayna Capac (1493-1527), Tupac Cuci Hualpa Huascar (1527-1532) in nazadnje Atahualpa (1532-1533).
Po španskem prihodu je bilo še nekaj vladarjev, ki so vodili boj proti Špancem. To so bili Manco Yupanqui (1533-1545), Sayri Tupac (1545-1560), Titu Cusi (1560-1571) in Tupac Amaru.

### Organizacija imperija
Inkovski imperij je imel federalistično strukturo s centralno vlado z Inko na čelu in štirimi pokrajinami ali suyu: Chinchay Suyu (SZ), Anti Suyu (SV), Kunti Suyu (JZ) in Qulla Suyu (JV) . Štirje vogali teh pokrajin so se srečali v centru Cusc. Ti suyi so bili verjetno določeni okoli leta 1460 v času vladavine Pachacuteca, preden je imperij dosegel svoj največji ozemeljski obseg. Takrat so bili suyi približno enake velikosti in šele kasneje spremenili svoje deleže, ko se je imperij razširil proti severu in jugu vzdolž Andov.
Območje glavnega mesta Cusco, je bilo verjetno organizirano kot wamani ali pokrajina. To nekoliko spominja na sodobno zvezno okrožje, kot npr. Ciudad de Mexiko. Mesto kot središče štirih suyu, je služilo kot izrazito središče politike in vere. Medtem ko je bil Cusco sedež Sapa Inke, njegovih sorodnikov in kraljevih panaqa - njegove rodbine, je v vsakem suyu vladal Apu - guverner - (beseda za 'velik ugled', ki se uporablja za moške na zelo visokem položaju) in nadzoroval uradnike v pokrajini. Vsak guverner je imel 15 t'oqrikoq ali lokalnih nadzornikov. Tako Cusco s četrtmi, kot štirje suyu, kot upravne regije, so bili združeni v zgornji hanan in spodnji hurin. Ker Inki niso napisali zapisov, je nemogoče izčrpno našteti wamanije v sestavi. Zapisi ustvarjeni v času španskega kolonialnega obdobja nam omogočajo, da rekonstruiramo delni seznam. Bilo naj bi več kot 86 wamanijev, od tega več kot 48 v višavju in več kot 38 na obali.

#### Štirjesuyu
Najbolj naseljen suyu, Chinchaysuyu, je obsegal nekdanje dežele Chimu imperija in veliko severnih Andov. V svojem največjem obsegu je bil podaljšan v velik del današnjega Ekvadorja in Kolumbije.
Collasuyu ali Qollasuyu je dobil ime po v ajmarščini govorečem ljudstvu Qolla in je bil največji od četrti v smislu površine. Ta suyu je obsegal bolivijski Altiplano in veliko južni Andov, navzdol v Argentino in daleč na jug do reke Maipo ali Maule v srednjem Čilu. Zgodovinar José Bengoa je poudaril, da je Quillota morda predvsem naselje Inkov.
Drugi najmanjši suyu, Antisuyu, je bil severozahodno od Cusca v visokih Andih. Dejansko je koren besede "Andi." 
Cuntisuyu ali Kuntisuyu je bil najmanjši od vseh in je bil ob južni obali današnjega Peruja in se raztezal v višavje proti Cuscu.

### Zakoni
Inkovska država ni imela ločenega sodstva ali kodificiranega niza zakonov. Večino ravnanja so urejali tokoyrikoq (dob. 'kdor vidi vse') ali inšpektorji. Višji  inšpektor je bil običajno po krvi sorodnik Sapa Inka. Deloval je neodvisno od konvencionalne hierarhije in je zagotavljal stališče Sapa Inke brez birokratskega vpliva.

### Administracija
Viri kolonialne dobe niso povsem jasni ali v dogovoru o naravi strukture inkovskega vlade. Na vrhu verige uprave je bil Sapa Inka. Zraven v smislu moči bi lahko bil Willaq umu, dobesedno 'duhovnik, ki pripoveduje', ki je bil veliki duhovnik Sonca. Pod Sapa Inkom naj bi bil tudi Inkap rantin, zaupnik in pomočnik Sapa Inke. Od časa Tupac Yupanquija dalje je obstajal 'Svet kraljestva', ki ga je sestavljalo šestnajst plemičev: dva iz Hanan Cusco; dva iz Hurin Cusco; štirje iz Chinchaysuyu; dva iz Cuntisuyu; štirje iz Collasuyu in dva iz Antisuyu. Vpliv zastopanja je bil tako uravnotežen.
Medtem ko je bilo veliko variacij v obliki inkovske administracije in vlade na pokrajinski ravni, je bila osnovna oblika organiziranosti decimalna. V tem sistemu organizacije, so bili davkoplačevalci moški, ki so vodili gospodinjstvo in so bili organizirani v corvée delovnih enote (kar je bila pogosto kopija vojaške enote). Vsaka raven pristojnosti nad sto davkoplačevalcev je vodil kuraka, manjše enote pa kamayuq. Status kuraka je bil deden in je bila običajno služba za vse življenje, ki se je lahko spremenila na podlagi privilegijev tistih nad njimi v hierarhiji; pachaka kuraka je lahko imenoval svoj položaj s strani waranqa kuraka. En kuraka v vsaki decimalni ravni je služil tudi kot vodja ene od devetih skupin na nižjem nivoju, tako da je en pachaka kuraka lahko tudi waranqa kuraka v smislu neposredno odgovornega za eno enoto 100 davkoplačevalcev in manj neposredno odgovoren za devet drugih takšnih enot.
| Kuraka po odgovornosti | število davkoplačevalcev |
| ---------------------- | ------------------------ |
| Hunu kuraka            | 10.000                   |
| Pichkawaranqa kuraka   | 5.000                    |
| Waranqa kuraka         | 1.000                    |
| Pichkapachaka kuraka   | 500                      |
| Pachaka kuraka         | 100                      |
| Pichkachunka kamayuq   | 50                       |
| Chunka kamayuq         | 10                       |

## Umetnost in tehnologija

### Monumentalna arhitektura
Arhitektura je daleč najpomembnejša Inkovska umetnost, tekstil odraža motive, ki so bili na nivoju arhitekture. Glavni primer je glavno mesto Cusco. Mesto Machu Picchu je vrhunec inkovskega inženirstva. Kamniti templji so bili zgrajeni kot suha gradnja, ki se prilega tako dobro, da niti nož ne bi mogel iti med kamni.
Ta tehnologija je bila prvič uporabljena v velikem obsegu v trdnjavi Puca Pucara (okoli 300 pr. n. št. - 300 n. št.) od ljudstev proti jugu ob jezeru Titikaka in kasneje v velikem mestu Tivanaku (400 - 1100 n. št.) v današnji Boliviji. Kamen, ki so ga uporabljali pri gradnji je bil natančno klesan in se je natančno nalegal drug na drugega. Tesno prileganje in konkavnost na nižjih kamnih so omogočale izredno stabilnost.

### Mere, koledar in matematika
Fizične mere, ki so jih uporabljali Inki so bile osnovane na delih človeškega telesa. Prst, razdalja med palcem in kazalcem, dlan, komolec in razpon kril so bile še druge enote, ki so se uporabljale. Osnovna enota za razdaljo je bil thatkiy ali thatki ali en korak. Naslednja večja enota je bil topo ali tupu, meril je 6000 thatkiyev ali približno 7,7 km. Temeljita študija je pokazala, da je bil verjeten razpon 4,0-6,3 km. Naslednja je bila wamani, ki jo sestavlja 30 topos (približno 232 km). Za merjenje območja, so uporabili 25 po 50 razponov kril, preračunano v topos približno 3280 km²). Zdi se verjetno, da je bila razdalja pogosto zasnovana kot en dan hoda. Razdalja med tambo (postaja) se je močno razlikovala glede razdalj, vendar veliko manj, tako v smislu časa hoje za to razdaljo.
Inkovski koledar je bil močno vezan na astronomijo. Astronomi so razumeli ekvinokcij, solsticij in verjetne zenitne prehode, pa tudi Venerin cikel. Lahko bi, pa niso napovedovali mrkov. Inkovski koledar je bil v bistvu lunin-solarni koledar, saj sta bila dva koledarja upravljana vzporedno, en sončen in en lunin. Ko so dvanajst lunarnim mesecem dodali 11-dni so dobili polno 365-dni dolgo koledarsko leto in tisti, ki je bil odgovoren za koledar je moral prilagoditi vsak zimski solsticij. Vsakega od dvanajst lunarnih mesecev so označili s posebnimi festivali in rituali. Očitno ni bilo nobenih imen za dneve v tednu in čas v tednih sploh. Podobno meseci niso bili združeni v sezone. Čas v določenem dnevu ni bil računan v urah ali minutah, temveč v smislu, kako daleč je sonce potovalo, ali v tem, kako dolgo traja, da opravlja nalogo.
Prefinjenost inkovske uprave, koledarja in inženiringa je zahtevalo določen objekt s številkami. Numerične informacije so bile shranjene v vozlih kipuja, kar je omogočalo veliko število, shranjenih v majhnem prostoru. Te številke so bile shranjene v baznih-10 cifer, enaka osnova kot pri kečua jeziku in se je uporabljalo v upravnih in vojaških enotah. Premikanje kupov žetonov, semen ali kamenčkov med različnimi predelki yupana je omogočalo izračune.
Sredi 17. stoletja je jezuitski kronist Bernabé Cobo (1983 [1653]: 253-254)  pisal, da so Inki imenovali nekatere uradnike za opravljanje računovodskih nalog. Ti uradniki so se imenovali quipo camayos in so jim Inki zelo zaupanje. V študiji kipu vzorca VA 42527 (Museum für Völkerkunde, Berlin), je Saez-Rodríguez (2013)  je ugotovil, da so imele številke, organizirane v koledarju, pomembne vzorce za kmetijske namene v 'poslovnih knjigah kmetij', ki so jih vodili khipukamayuq (računovodja ali imetnik skladišča) za lažje zaprtje svojih poslovnih knjig.

### Keramika, kovinski izdelki in tekstil
Skoraj vse zlato in srebro imperija so pretopiti konkvistadorji.
Keramika je poslikana s pomočjo barvne tehnike in prikazuje številne motive, vključno živali, ptice, valove, mačke (ki so bili priljubljeni v kulturi Chavin) in geometrijske vzorce v slogu Nazca keramike. V prostoru brez pisnega jezika je keramika portretirala najosnovnejše prizore iz vsakdanjega življenja, vključno taljenje kovin, odnose in prizore plemenskega vojskovanja in prek te ohranjene keramike vemo, kakšno je bilo življenje starodavnih južnoameričanov. Najbolj značilni inkovski keramični predmeti so Cusco steklenice ali aryballos. Mnogi od teh kosov, so na ogled v Limi v Arheološkem muzeju Larco in Narodnem muzeju za arheologijo, antropologijo in zgodovino.

### Medicina
Inki so avtorji številnih odkritij v medicini. Opravili so uspešno operacijo lobanje, ki je zahtevala manjšo luknjo v lobanjo, da bi ublažili nabiranje tekočine in vnetje. Antropologi so odkrili dokaze, ki nakazujejo, da je bila večina kirurških posegov na lobanji uspešna. Stopnja preživetja v inkovskem obdobju je bila 80-90%.

### Koka
Inki so častili rastlino koko kot sveto ali čarobno. Njene liste so uporabljali v zmernih količinah za zmanjšanje lakote in bolečine med delom, večinoma pa so jo uporabljali v verske in zdravstvene namene. Ko so Španci spoznali učinke žvečenja listov koke, so jih izkoristil za to. Chasqui (kurirji) so žvečili liste koke za dodatno energijo za opravljanje svojih nalog, kot tekači, ki so prenašali sporočila po celotnem imperiju. Kokini listi so bili uporabljeni tudi v kirurgiji kot anestetik.

### Orožje, oklepi in vojskovanje
Inkovska vojska je bila v tistem času najmočnejša na tem območju, saj je lahko za boj pridobila navadne vaščane ali kmete. To je zato, ker moral vsak moški Inka sodelovati v vojni vsaj enkrat. Vsak del imperija je moral prispevati pri vzpostavljanju vojske za vojno.
Inki niso poznali železa ali jekla, njihovo orožje ni bilo veliko boljše od njihovih sovražnikov. Šli so v boj z bobnanjem in pihanjem na trobente. Oklep, ki so ga uporabljali je obsegal:
- čelado iz lesa, bakra, brona, sladkornega trsa ali živalske kože; nekatere so bili okrašene s perjem
- okrogle ali kvadratne ščitnike narejene iz lesa ali kože
- podloženo tuniko iz bombaža in majhnimi lesenimi deskami za zaščito hrbtenice.

Orožje je obsegalo:
- kopja z bronastimi ali koščenimi konicami
- dvoročen lesen meč z nazobčanimi robovi
- palico s kamnom in kovinsko glavo
- volnene frače in kamne
- kamnite ali bakrene bojne sekire
- 'Bola' (inkovsko ayllo (kamni pritrjeni na vrvice)

Ceste so dovoljevale zelo hitro gibanje inkovske vojske, zavetja imenovana tambo so bila zgrajena na razdalji en dan potovanja, tako da je vojska odšla na akcijo vedno nahranjena in spočita. To je razvidno iz imena ruševin kot je Ollantaytambo.